# پروژه برق آبی گلپور
پروژه برق آبی گلپور (به انگلیسی: Gulpur Hydropower Project) یک نیروگاه جریانی روزمینی و سد در پاکستان است که در Gulpur, Kotli District, Kotli Town of Azad Kashmir واقع شده‌است.